# Siwa Woda
Siwa Woda – środkowa część Chochołowskiego Potoku, od ujścia Koryciańskiej Siklawy (choć według niektórych map zmiana nazwy następuje niżej) do ujścia Kirowej Wody. Płynie ona dalej przez zachodnią część Rowu Kościeliskiego, cały czas przez las, przyjmując tylko bardzo niewielkie dopływy. W Roztokach (osiedle miejscowości Witów) łączy się z Kirową Wodą, tworząc rzekę Czarny Dunajec. Połączenie to następuje na wysokości około 877 m n.p.m. Zaraz powyżej tego miejsca uchodzi do Kirowej Wody jeszcze Lejowy Potok.
Siwa Woda przyjmuje niewielki lewostronny dopływ z polany Molkówka, niewielkie lewostronne wycieki zboczowe oraz kilka niewielkich prawostronnych i okresowych dopływów z Tatr. Jej koryto dzieli się na kilka ramion. Po powodziach często następuje przerzucanie przepływów między tymi korytami. Potok tworzy rozległy kamieniec, w którym następuje częściowe gubienie wody zmniejszające przepływ nawet do 200 l/s. Średni spadek wynosi 2,06%.